# Lycée bilingue d'Ebolowa
Le lycée Bilingue d’Ebolowa est un établissement public d’enseignement secondaire situé à Ebolowa, dans la région du Sud du Cameroun. Il propose un enseignement bilingue (français et anglais) en sections générale et technique, et accueille un effectif important, notamment composé d’élèves déplacés des régions anglophones du Nord‑Ouest et du Sud‑Ouest.

## Historique et contexte
Le lycée est situé à Ebolowa, chef-lieu de la région du Sud du Cameroun, dans le département de la Mvila. Il offre un enseignement secondaire bilingue structuré en deux sections : francophone et anglophone.

## Effectifs et pression démographique
En 2018, environ 500 élèves déplacés des régions anglophones sont arrivés dans l’établissement, provoquant une saturation des classes. Certaines d’entre elles, prévues pour 60 élèves, en contenaient jusqu’à 250, forçant de nombreux élèves à suivre les cours debout.

## Rentrée scolaire 2024
Lors de la rentrée de septembre 2024, le proviseur Pierre René Ossombe a accueilli entre 3 000 et 4 000 élèves répartis entre les deux sections. Plusieurs innovations ont été introduites :
- Création d’une filière en arts cinématographiques
- Mise en place d’un identifiant unique pour chaque élève
- Accent renforcé sur la discipline et la digitalisation de l’enseignement[3].

## Incidents notables
- En mai 2019, un orage violent a endommagé les toitures du bâtiment principal, perturbant les cours au Lycée Bilingue II[4]
- En octobre 2023, une grève d’enseignants a entraîné l’intervention des forces de l’ordre sur demande du proviseur[5].

## Vie scolaire et engagement communautaire
Le lycée bénéficie du soutien d’une association d’anciens élèves nommée « Lybie », fondée en 2018. Celle-ci intervient pour le soutien académique et l’insertion professionnelle des élèves issus de l’établissement.
En 2023, l’association ANACIT a offert du matériel de propreté à l’établissement pour appuyer les actions de sensibilisation à l’environnement.

## Promotion du bilinguisme
L’établissement joue un rôle essentiel dans la promotion du bilinguisme au Cameroun, en intégrant des élèves de divers horizons linguistiques et culturels. Cette mission s’inscrit dans les objectifs d’intégration nationale définis par les autorités éducatives.